# Messier 30
Messier 30 (M30, cunoscut și ca NGC 7099) este un roi globular, descoperit de Charles Messier în 1764 și pe care astronomul francez l-a inclus în catalogul care-i poartă numele, Catalogul Messier. Messier 30 se află în constelația Capricornul.

## Descriere
Este vorba de un roi dens, situat la circa 26.000 de ani-lumină de Sistemul nostru Solar, având un diametru de aproximativ 75 de ani-lumină. Roiul, în ansamblul său, se apropie de Sistemul nostru Solar cu viteza de 164 km/s.
Pot fi observate o duzină de stele variabile, iar stelele sale cele mai strălucitoare, gigante roșii, au o magnitudine aparentă de +12,1.
Ca și pentru cea mai mare parte  a roiurilor globulare pe care le-a observat și inclus în catalog, Charles Messier l-a descris mai întâi ca fiind o „nebuloasă rotundă”, care, potrivit lui, nu conținea nicio stea. William Herschel a fost primul care a reușit să distingă stele în roi, în 1784.